# Неџат Даци
Неџат Даци (енгл. Nexhat Daci; Велики Трновац, 26. јун 1944) албански је политичар. Између 2001. и 2006. био је председник Скупштине Косова, док је 2006. године такође обављао и функцију вршиоца дужности председника Косова. Након неуспешног покушаја да постане председник Демократског савеза Косова (ДСК), основао је сопствену странку под називом Демократски савез Дарданије (ДСД).